# Trasporti in Russia
Questa voce raccoglie le principali tipologie di trasporti in Russia.

## Trasporti su rotaia

### Rete ferroviaria
In totale: 87.157 km di linee ferroviarie pubbliche
- Scartamento
  - allargato (1524 mm): 86.200 km, 40.300 dei quali elettrificati
  - ridotto (1067 mm): 957 km, solo sull'Isola di Sakhalin
- Gestore nazionale: Rossiskiye Zheleznye Dorogi (RZhD)
- Collegamento a reti estere contigue
  - presente
    - senza cambio di scartamento (1524 mm): Azerbaigian, Bielorussia, Estonia, Finlandia, Georgia, Kazakistan, Lettonia, Lituania, Mongolia ed Ucraina
    - con cambio di scartamento (1524/1435 mm): Cina e Polonia

  - assente
    - con cambio di scartamento (1524/1435 mm): Norvegia

  - sospeso
    - con cambio di scartamento (1524/1435 mm): Corea del Nord.

### Reti metropolitane
In Russia sono presenti convogli di metropolitana nelle seguenti città:
- Kazan' - 1 linea, 10 stazioni, 15,8 km
- Mosca - 12 linee, 172 stazioni, 278,8 km
- Nižnij Novgorod - 1 linea, 13 stazioni, 15,3 km
- Novosibirsk - 2 linee, 12 stazioni, 14,3 km
- Samara - 1 linea, 8 stazioni, 10,3 km
- San Pietroburgo - 4 linee, 60 stazioni, 105,5 km
- Ekaterinburg - 1 linea, 8 stazioni, 8,5 km

### Reti tranviarie
Attualmente la situazione generale delle tranvie è la seguente: 
- Russia europea - 39 città dispongono di tram, con alcune linee di metropolitana leggera
- Russia asiatica - 28 reti in altrettante città, dove alcune linee hanno caratteristiche di metropolitana leggera.

## Trasporti su strada

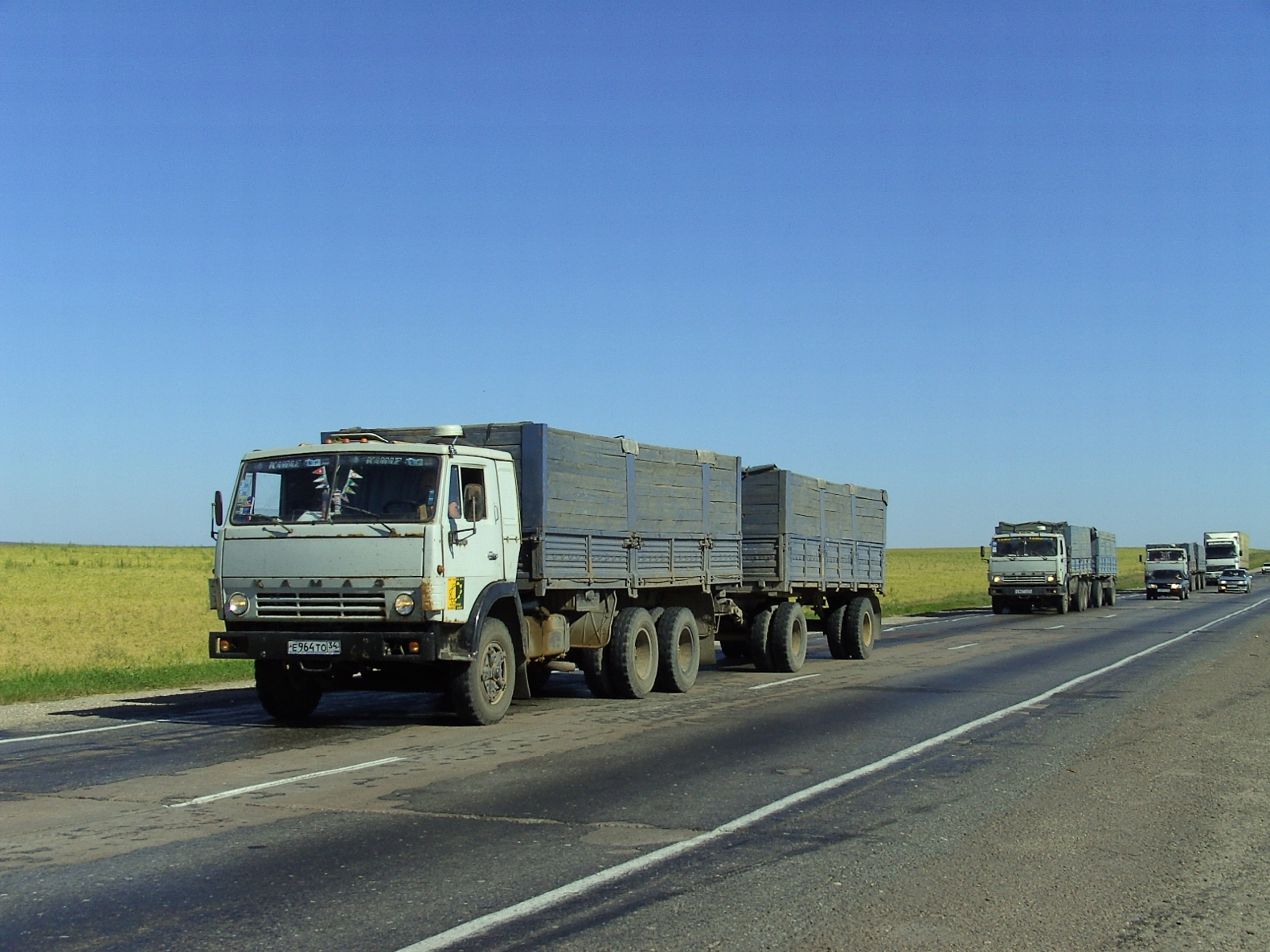
Autocarri in Russia

### Rete stradale
In totale: 948.000 km (dati 1995)
- asfaltate: 336.000 km
- bianche: 612.000 km.

### Reti filoviarie
I primi bifilari sono stati installati nella capitale, Mosca, nel 1933; attualmente la situazione generale delle filovie è la seguente:
- Russia europea - 69 città dispongono di filobus, altre 6 stanno costruendo le reti
- Russia asiatica - 21 reti in altrettante città, oltre alle 2 in fase di realizzazione.

### Autolinee
In tutte le zone abitate sono presenti aziende pubbliche e private che gestiscono trasporti urbani, suburbani, interurbani e turistici esercitati con autobus.

## Idrovie
Sono presenti 101.000 km di acque navigabili (dati 1995).

## Porti e scali
- Arcangelo, Astrachan', Baltiysk, Chabarovsk, Cholmsk, Kaliningrad, Kazan', Kotlas, Krasnojarsk, Mezen', Mosca, Murmansk, Nachodka, Nevel'sk, Novokuzneck, Novorossijsk, Petropavlovsk-Kamčatskij, Pevek, Rostov sul Don, San Pietroburgo, Soči, Tuapse, Vladivostok, Volgograd, Vostočnyj e Vyborg.

## Trasporti aerei

### Aeroporti
In totale: 2.517 (dati 1994)
a) con piste di rullaggio pavimentate: 630
- oltre 3047 m: 54
- da 2438 a 3047 m: 202
- da 1524 a 2437 m: 108
- da 914 a 1523 m: 115
- sotto 914 m: 151

b) con piste di rullaggio non lastricate: 1.887
- oltre 3047 m: 25
- da 2438 a 3047 m: 45
- da 1524 a 2437 m: 134
- da 914 a 1523 m: 291
- sotto 914 m: 1.392.